# Rio Neira
O Rio Neira é um rio de Espanha, afluente da margem esquerda do Rio Minho que nasce na Sierra de Portelo a uma altitude de 940m e percorre 56 km até desaguar no Rio Minho no concelho da cidade de Lugo.